# Wild Horses (Lied)
Wild Horses (englisch; ‚Wilde Pferde‘) ist ein Lied der Band Rolling Stones, das im Jahre 1971 auf ihrem Album Sticky Fingers veröffentlicht wurde. Geschrieben haben es Mick Jagger und Keith Richards. Der Song erreichte Platz 334 in der Liste der Rolling Stone’s 500 Greatest Songs of All Times aus dem Jahr 2004. Erstmals erschien Wild Horses 1970 auf dem Album Burrito Deluxe der Flying Burrito Brothers.

## Hintergrund
Die Ursprungsversion wurde zwischen dem 2. und 4. Dezember 1969 während einer dreitägigen Session in den Muscle Shoals Sound Studios in Alabama aufgenommen. Aufgrund von Rechtsstreitigkeiten mit dem ehemaligen Label der Gruppe wurde das Stück erst ein Jahr später veröffentlicht. Die Rechte daran werden von den Rolling Stones und ABKCO, der Firma des inzwischen verstorbenen Managers Allen Klein gehalten.
In der Aufnahme des Liedes sind unter anderem Jim Dickinson am Klavier, Keith Richards an der elektrischen Gitarre – bei einem seiner eher seltenen Soli – und Mick Taylor an der sechssaitigen Akustikgitarre zu hören. Taylor benutzte dabei das so genannte Nashville-Tuning, bei dem die E-, A-, D- und G-Saiten eine Oktave höher gestimmt sind. Die zwölfsaitige Akustikgitarre wird von Keith Richards gespielt.
Der Song wurde in den USA als zweite Single aus dem Album ausgekoppelt und erreichte Platz 28 in den Billboard-Hot-100-Charts. Obwohl die Rolling Stones ihn oft bei Konzerten spielten, wurde bislang nur eine Live-Version auf dem Album Stripped von 1995 veröffentlicht.
Zur Entstehungsgeschichte erklärte Mick Jagger in den Liner Notes zum Kompilationsalbum Jump Back:

“Everyone always says this was written about Marianne but I don’t think it was; that was all well over by then. But I was definitely very inside this piece emotionally.”

„Alle sagen immer, dass dies über Marianne geschrieben wurde, aber ich glaube nicht, dass es so war; das war damals alles schon vorbei. Aber ich war auf jeden Fall sehr emotional in diesem Stück drin.“

Keith Richards führte 1993 dazu aus:

“If there is one classic way of Mick and me working together this is it. I had the riff and chorus line, Mick got stuck into the verses. Just like Satisfaction. Wild Horses was about the usual thing of not wanting to be on the road, being a million miles from where you want to be.”

„Wenn es eine klassische Art und Weise gibt, wie Mick und ich zusammen arbeiten, dann ist es diese. Ich hatte den Riff und die Verse des Refrains, Mick machte sich an die Strophen. Genau wie bei Satisfaction. Wild Horses handelte wie üblich davon, nicht auf der Straße unterwegs sein zu wollen, eine Million Meilen weit weg von wo du sein möchtest.“

## Rezeption
Richie Unterberger schrieb bei Allmusic über das Stück:

Wild Horses is one of the Rolling Stones’ most beautiful ballads, and one of the most worthwhile country-influenced rock songs ever done by a major rock band… It’s a rock song, and more important, a Rolling Stones song, with typically salacious, drawling Mick Jagger vocals… But within that minority of heartfelt, romantic originals, Wild Horses is certainly one of the Stones’ best, most sincere efforts.

„Wild Horses ist eine der schönsten Balladen der Rolling Stones und einer der interessantesten, von Country beeinflussten Rocksongs, die jemals von einer großen Rockband gemacht wurden… Es ist ein Rock-Song und, noch wichtiger, ein Rolling-Stones-Song mit typisch anzüglichem, gedehnten Gesang von Mick Jagger… Aber innerhalb dieser Minderheit von tiefempfundenen, romantischen Originalen ist Wild Horses sicherlich eine der besten, ehrlichsten Leistungen der Stones.“

Auf die Frage, welche Songs der Rolling Stones er gerne selbst geschrieben hätte, nannte Bob Dylan Angie, Ventilator Blues und Wild Horses.

## Kommerzieller Erfolg

### Chartplatzierungen
| ChartsChartplatzierungen       | Höchstplatzierung | Wochen |
| ------------------------------ | ----------------- | ------ |
| Vereinigte Staaten (Billboard) | 28 (8 Wo.)        | 8      |

### Auszeichnungen für Musikverkäufe
| Land/Region                  | Auszeichnungen für Musikverkäufe (Land/Region, Auszeichnung, Verkäufe) | Verkäufe |
| ---------------------------- | ---------------------------------------------------------------------- | -------- |
| Australien (ARIA)            | Platin                                                                 | 70.000   |
| Neuseeland (RMNZ)            | 2× Platin                                                              | 60.000   |
| Vereinigtes Königreich (BPI) | Platin                                                                 | 600.000  |
| Insgesamt                    | 4× Platin ·                                                            | 730.000  |

Hauptartikel: The Rolling Stones/Auszeichnungen für Musikverkäufe

## Coverversionen
Das Stück wurde von vielen Musikern gecovert, darunter The Black Crowes, Elvis Costello, Guns n’ Roses, Debbie Harry, Alicia Keys, Dave Matthews, The Sundays und Neil Young. Schon vor der Veröffentlichung auf Sticky Fingers nahmen die Flying Burrito Brothers das Lied für ihr Album Burrito Deluxe auf, das im April 1970 veröffentlicht wurde, ein Jahr vor der Veröffentlichung von Sticky Fingers.